# 都営バス巣鴨営業所

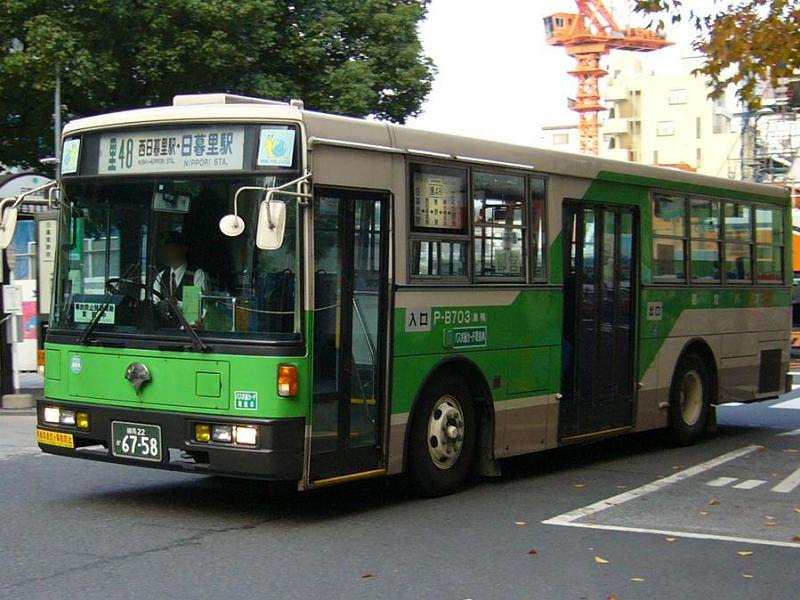
巣鴨営業所所属車（P-B703、既廃車。巣鴨営業所指定のいすゞ自動車製シャーシに、富士重工業17‐E架装車である）

都営バス巣鴨自動車営業所（とえいバスすがもじどうしゃえいぎょうしょ）は、東京都豊島区巣鴨にある都営バスの営業所。池袋駅 - 浅草周辺を結ぶ2路線を主軸に、山手線の北部の駅を発着する路線を担当している。営業所記号はPを用いる。ナンバーは練馬である。
都電の巣鴨電車営業所の跡地に位置しており、営業所建屋は2013年まで都電営業所時代の物を流用していた。また、2008年4月から2015年3月までは大塚支所を管轄下に置いていた。
最寄停留所は「とげぬき地蔵前」および「巣鴨駅前」である。

## 沿革
- 1913年（大正2年）：東京市電巣鴨車庫として設置。
- 1968年（昭和43年）2月25日：都電巣鴨営業所閉所に伴い、その跡地に大塚営業所巣鴨支所として設置される。
- 1971年（昭和46年）3月17日：大塚営業所巣鴨支所を巣鴨自動車営業所に格上げ。
- 1990年（平成2年）7月21日：上26系統を大塚営業所と本営業所の共管とし、里48系統を千住営業所との共管とする。
- 2006年（平成18年）4月1日：草64系統を南千住営業所との共管とする。里48系統の共管を解消。
- 2007年（平成19年）3月26日：茶51系統が秋葉原駅中央口ロータリーへの乗り入れを開始。学01・学07系統が大塚営業所より移管。
- 2008年（平成20年）3月30日：都02乙系統が大塚営業所、王46系統が北営業所より移管。里48系統を南千住営業所との共管とする。
- 2008年（平成20年）4月1日：大塚営業所を巣鴨営業所大塚支所に格下げ。
- 2010年（平成22年）4月1日：草64系統の共管を解消。
- 2012年（平成24年）4月1日：里48系統の加賀団地発着を新設、東43系統とともに北営業所と共管とする。代替として王46系統を廃止。
- 2014年（平成26年）4月1日：東43系統の共管を解消、北営業所の単独とする。
- 2015年（平成27年）3月28日：大塚支所の廃止に伴い都02・上60系統を本営業所の管轄とする。都02乙系統は小滝橋営業所に移管。
- 2016年（平成28年）1月12日：H代幕車の運転を終了。
- 2022年（令和4年）4月1日：学01系統→上01系統、学07系統→茶07系統へ変更。該当路線では学バス運賃も終了[1]。
- 2025年（令和7年）4月1日：都02乙系統を小滝橋営業所から移管[2]。

## 現行路線

### 上01・茶07系統
- 上01（←学01）：東大構内 → 東大病院 → 龍岡門 → 湯島三丁目（湯島駅） → 上野広小路 → 上野公園山下 → 上野松坂屋 → 湯島三丁目 → 龍岡門 → 東大病院 → 東大構内(循環)
- 茶07（←学07）： 東大構内 → 東大病院 → 龍岡門 → 神田明神前 → 御茶ノ水駅 → 龍岡門 → 東大病院 → 東大構内(循環)

両系統共に、大塚営業所より移管された路線である。上01系統は上野地区から、茶07系統は御茶ノ水駅からそれぞれ東大本郷キャンパスを結ぶ路線。東大通学者に加え、大学構内にある東大病院への通院者や大学への業務利用、湯島地区住民の利用も見られる。
2019年4月1日から循環経路に変更した。学01系統は上野駅、御徒町バス停が廃止され、上野公園山下バス停が復活した。学07系統は神田明神前を経由するルートにして、御茶ノ水駅バス停を茶51系統のりばの後方へ変更して乗車と降車が同じ場所で行われるようになった。
2022年4月1日付けで、学バスを終了する。これにより、系統番号が学01→上01、学07→茶07に改められ、学01系統時代では通過していた湯島三丁目と上野広小路バス停を停車とした。

### 都02系統（グリーンライナー）
- 都02：大塚駅 - 大塚三丁目 - 茗荷谷駅 - 春日駅 - 本郷三丁目駅 - 上野広小路 - 蔵前駅 - 本所一丁目 - 石原三丁目 - 錦糸町駅[3]
- 都02：大塚駅 - 大塚三丁目 - 茗荷谷駅 - 春日駅 - 東京ドームシティ（平日朝のみ）
- 都02：大塚駅 ← 大塚三丁目 ← 茗荷谷駅 ← 春日駅 ← 上野広小路 ← 蔵前駅 ← 本所一丁目
- 都02出入：大塚駅 - 大塚三丁目 - 大塚二丁目
- 都02出入：大塚二丁目 - 茗荷谷駅 - 春日駅 - 本郷三丁目駅 - 上野広小路 - 蔵前駅 - 本所一丁目 - 石原三丁目 - 錦糸町駅
- 都02出入：真砂坂上 → 本郷三丁目駅 → 上野広小路 → 蔵前駅 → 本所一丁目 → 石原三丁目 → 錦糸町駅
  - 1971年3月18日：大塚電車営業所所管の都電16系統の代替として516系統が開通する（1972年に、塚20系統へ変更）[4]。
  - 1986年3月3日：都市新バス化され、塚20系統から都02系統へ変更される[5]。
  - 2000年12月12日：急行02系統大塚駅 - 春日駅を新設する[6]。
  - 2002年12月1日：急行02系統大塚駅 - 春日駅を廃止する。
  - 2015年3月30日：旧・大塚支所の閉所に伴い巣鴨営業所に移管。
  - 2016年（平成28年）4月1日：真砂坂上始発錦糸町駅行きを新設（平日早朝1便のみ）。

大塚駅と錦糸町駅を結ぶ都市新バスで、愛称は「グリーンライナー」。新大塚 - 本郷三丁目駅間で丸ノ内線、春日駅 - 石原一丁目間で大江戸線と並行する。長らく大塚営業所→大塚支所が運行してきたが、2015年3月の同支所の廃止に伴い担当となった。代替からしばらくは大塚営業所と江東営業所の共管としていたが、江東営業所は1972年11月に撤退している。
1971年（昭和46年）3月18日の都電第5次撤去で廃止された都電16系統（大塚駅 - 錦糸町駅）の代替路線・516系統が新設されたのが始まりで、当初は区間便として大塚駅 - 厩橋（現・蔵前駅）、錦糸町駅 - 文京区役所（現・春日駅）も設定された。1972年11月には系統番号の整理により塚20系統になるとともに大塚駅 - 厩橋、錦糸町駅 - 文京区役所便も廃止となった。1982年には錦糸町駅北口バスターミナル完成に伴い、総武線ガード下の停留所から発着場所が変更となった。
アメヤ横丁などをはじめとした商業地を抱えていることや、並行する地下鉄がほとんどないことから輸送密度が高く、乗客の入れ替わりも多い路線だったが、春日通りにおける渋滞による定時性の確保が難しいなどの問題も抱えていた。このため、それを改善することもかねて、1986年に都01系統に続く都市新バスシステムの第2期導入路線に抜擢された。これにより系統番号が現在の都02系統となり、「グリーンライナー」の愛称が付けられ、方向幕も全面青色のものに交換された。平成に入ってすぐに錦糸町駅北口再開発工事が実施され、錦糸町駅 - 石原四丁目で錦糸町方面が1997年まで経路変更を行った。
転機が訪れたのは、2000年12月12日の大江戸線全線開業のときである。多くの区間で大江戸線と並行することとなり、路線短縮などの大きな変化が予測されていたが、他系統と異なり運行本数の減少のみが行われ、新たなバスサービスとして大塚駅 - 春日駅を急行運転で新大塚・大塚三丁目・茗荷谷駅・伝通院のみ停車する急行02系統が新設されたが、利用はふるわず廃止された。また、この改正に伴い、朝夕を中心に頻繁に運行されていた大塚駅・大塚車庫 - 本所一丁目の区間便も大きく減少、現在は平日朝の本所一丁目（厩橋東詰にある始発専用のバス停）発大塚駅行き1本を残すのみとなっている（巣鴨営業所から本所一丁目までは回送）。
大塚駅 - 大塚二丁目の出入便は大塚二丁目 - 巣鴨営業所間を千石一丁目経由で回送される。錦糸町駅発の出入便は大塚支所閉所後も窪町小学校（旧：大塚車庫前）終着であったが、2024年10月7日のダイヤ改正で大塚二丁目まで延長された。
平日には大塚駅 - 東京ドームシティ便も運行される。巣鴨に移管されてからは、グリーンライナーのマークは全車都章に交換、グリーンライナーのサボを付ける車両も大きく減少し、これまで都02系統に入らなかったHRなども運用に入るようになった。
隅田川花火大会開催時は、大塚駅 - 三筋二丁目と石原三丁目 - 錦糸町駅で分断して運行される。

### 都02乙系統

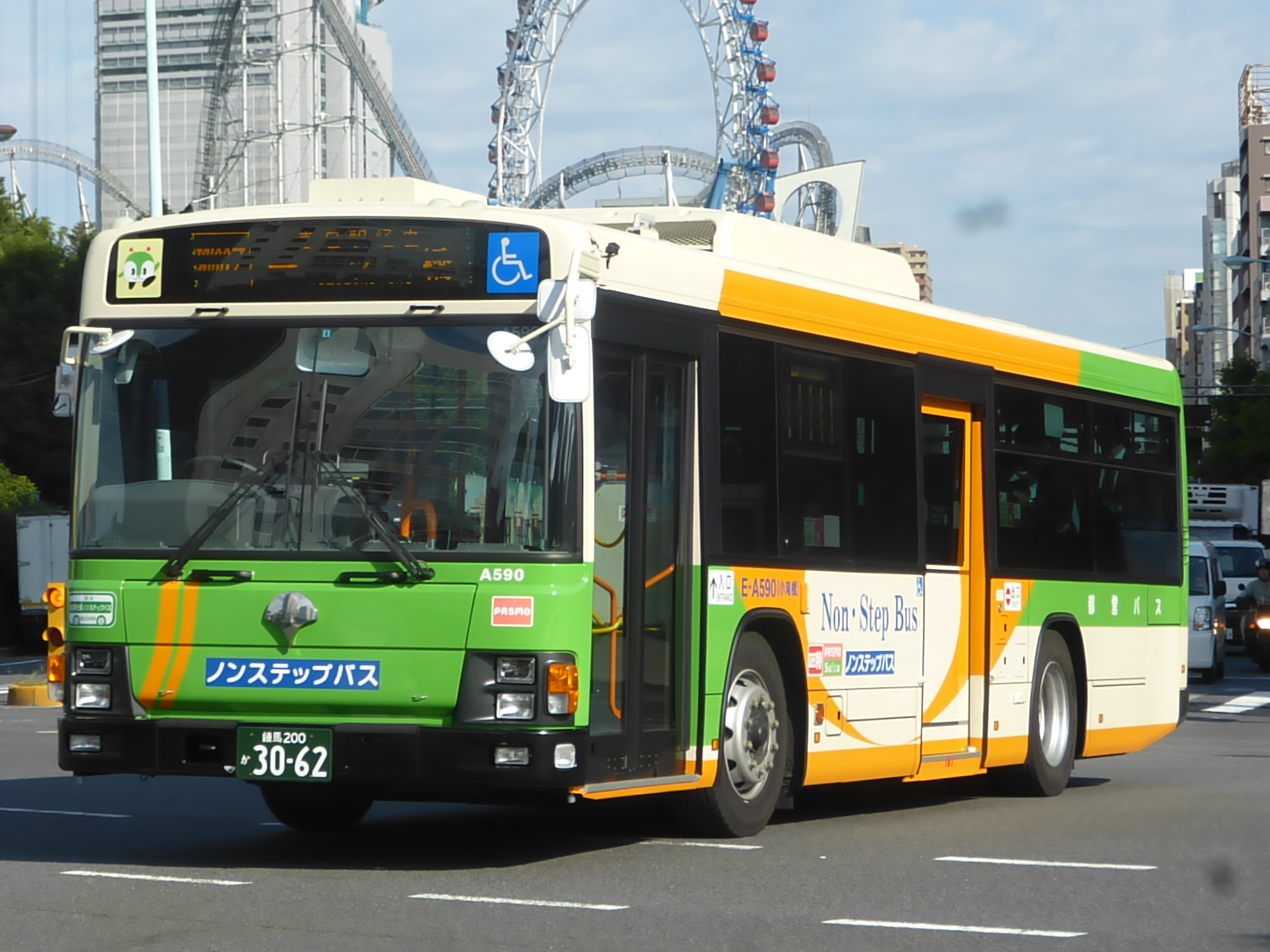
現在の末端区間を行く一ツ橋行(E-A590)

- 都02乙折返：池袋駅東口 - 護国寺 - 茗荷谷駅 - 春日駅 - 東京ドームシティ
- 都02乙：池袋駅東口 - 護国寺 - 茗荷谷駅 - 春日駅 - 東京ドームシティ - 水道橋駅 - 一ツ橋（平日朝のみ）
- 都02乙：池袋駅東口 → 護国寺 → 茗荷谷駅 → 春日駅（最終バスのみ）

都02系統の本線と異なり、大塚電車営業所所管の都電17系統（池袋駅前 - 数寄屋橋；経由地は同じ）の代替バス517系統（池袋駅東口 - 大塚車庫 - 文京区役所 - 水道橋駅 - 一ツ橋 - 新常盤橋 - 東京駅八重洲口 - 有楽橋 - 有楽町駅）をルーツとする。1972年（昭和47年）の系統番号見直しで楽67系統と名を変えて、1982年（昭和57年）の第3次再建計画に伴う路線再編成により一ツ橋 - 有楽町駅を短縮のうえ池67系統となり、1990年（平成2年）には平日・土曜の朝の一部を除き文京区役所までの運行となった。このとき、都02系統と一部重複しているために併合され、都02乙系統を名乗った。

当初は大塚営業所が管轄したが、2008年3月30日付で巣鴨営業所に移管される。さらに2015年3月30日に小滝橋営業所へ移管、初代飯62系統廃止の1979年11月23日以来の池袋駅進出となった（それ以後も劇場バス劇06系統の設定があった）。都02乙では都02に付けられている都市新バスとしての愛称「グリーンライナー」は巣鴨から小滝橋への移管後は使用されなくなった。2025年4月1日に再び巣鴨営業所に移管された。

一ツ橋まで運行されるのは平日朝の2往復のみで、それ以外の時間帯と土曜・祝日ダイヤは全便が東京ドームシティ発着となり、春日駅からラクーアの周囲を反時計周りで折り返す。文京区役所（現・春日駅）- 一ツ橋間で並行していた水59系統（巣鴨駅 - 一ツ橋）は2000年12月に廃止されたが、都02乙系統の一ツ橋発着便は現在に至るまで残されている。
出入庫は池袋駅東口 - 春日駅、高田馬場駅 - 高田馬場二丁目 - 学習院下 - 池袋駅間回送（小滝橋車庫 - 高田馬場駅間は飯64系統で営業）の2通りある。上69系統小滝橋車庫 - 春日駅の系統も存在したが、2023年（令和5年）4月1日に運行開始される池袋駅東口 - 春日駅区間便に振り替えられることとなった。

### 里48系統
- 里48：日暮里駅 - 西日暮里駅 - 熊野前 - 扇大橋駅 - 江北六丁目団地（平日のみ・千住営業所と共管）
- 里48：日暮里駅 - 西日暮里駅 - 熊野前 - 扇大橋駅 - 江北六丁目団地 - 足立流通センター - 中入谷 - 見沼代親水公園駅（平日のみ・千住営業所と共管）
- 里48-2：日暮里駅 - 西日暮里駅 - 熊野前 - 扇大橋駅 - 東京女子医大足立医療センター前 - 東京北部病院 - 加賀団地（循環）（千住営業所と共管）

元来、尾久橋 - 日暮里駅 - 東大農学部 - 水道橋を運行する路線として開通した。しかし、乗客潮流の変化や定時運行の確保が困難となってきた為、里48甲（尾久橋 - 日暮里駅）と初代・里48乙（日暮里駅 - 日本医大 - 文京区役所、日暮里駅 - 根津一丁目 - 文京区役所）の甲乙2系統に分断した。1982年に里48乙系統が廃止されるが、里48甲系統は順調に路線延長と乗客増加を繰り返し、現在は尾久橋通りを走り、荒川区と足立区を縦断する路線となった。以前は足立流通センター終点までの運行だったが、2003年より一部を埼玉県との県境に近い舎人二ツ橋へ2代目里48乙系統として延伸し、2005年に需要の高さから足立流通センター経由に変更・増発、江北六丁目団地折返し以外のほぼ全てを舎人二ツ橋発着とした。この舎人二ツ橋発着便は方向幕をオレンジ色に、LEDの場合は系統番号を反転表示としており、これは舎人二ツ橋停留所の見沼代親水公園駅前への改称後も続けられた。
出入庫便は、巣鴨駅 - 西日暮里駅を草63系統の経路（団子坂下経由）ではなく不忍通り経由（上富士前・動坂下経由）で運行し、西日暮里駅 - 日暮里駅間は回送となる。方向幕は往復共に緑色で、系統番号の表示はなかった。LEDの表示器では、特に変わった色ではない。この出入便はみんくるガイドに記載されていない。なお、出入庫便は2014年3月31日をもって廃止となった。
足立区郊外と都電荒川線・山手線・千代田線の駅を直結する路線のため、終日需要が高く、全線に於いて高頻度運行がされていた。深夜バス（深夜04系統）の運行も平日の下り便は日暮里駅発基準で24:30以降まで運行されていた。
2008年3月30日に当系統とほぼ同一区間を並行して結ぶ日暮里・舎人ライナーが開通し、見沼代親水公園駅が舎人二ツ橋停留所付近に開業、停留所名も見沼代親水公園駅前となった。東京都交通局は地域交通網を拡大することや日暮里・舎人ライナーが何らかの理由で運行停止になった際の代替輸送目的もあって、当系統を維持する意向を示したため、深夜バスはこのときに廃止されたものの、概ね毎時2本で存続している。同時に南千住営業所との共管となった。
2012年4月1日、王46系統を廃止統合する形で加賀団地発着便を新設、同時に北営業所が加入し、巣鴨・南千住・北の3営業所体制となる。1990年7月から2006年3月までは千住営業所との共管としていたが、2018年4月に南千住営業所の担当分が移管されることで再び千住営業所が参入、巣鴨・千住・北の3営業所体制となっている。
近年は並行する日暮里・舎人ライナーの朝ラッシュ時の混雑が著しく、足立区は里48系統への利用分散を呼び掛けているが、定時性確保などが課題となっている。
東京女子医科大学附属足立医療センター開院に伴い、2022年1月4日にダイヤ改正・系統新設（里48-3：江北駅 - 足立医療センター循環）・経路変更（里48-2）を実施した。日中帯は全曜日で里48-2、里48-3のみの運行となり、里48は朝と夕のみの運行となった。これに合わせて北営業所が撤退した。里48-3は2024年3月に廃止され、設定から2年ほどでの撤退となった。
2025年4月1日のダイヤ改正より、里48の土休日の運行がなくなった。

### 茶51系統

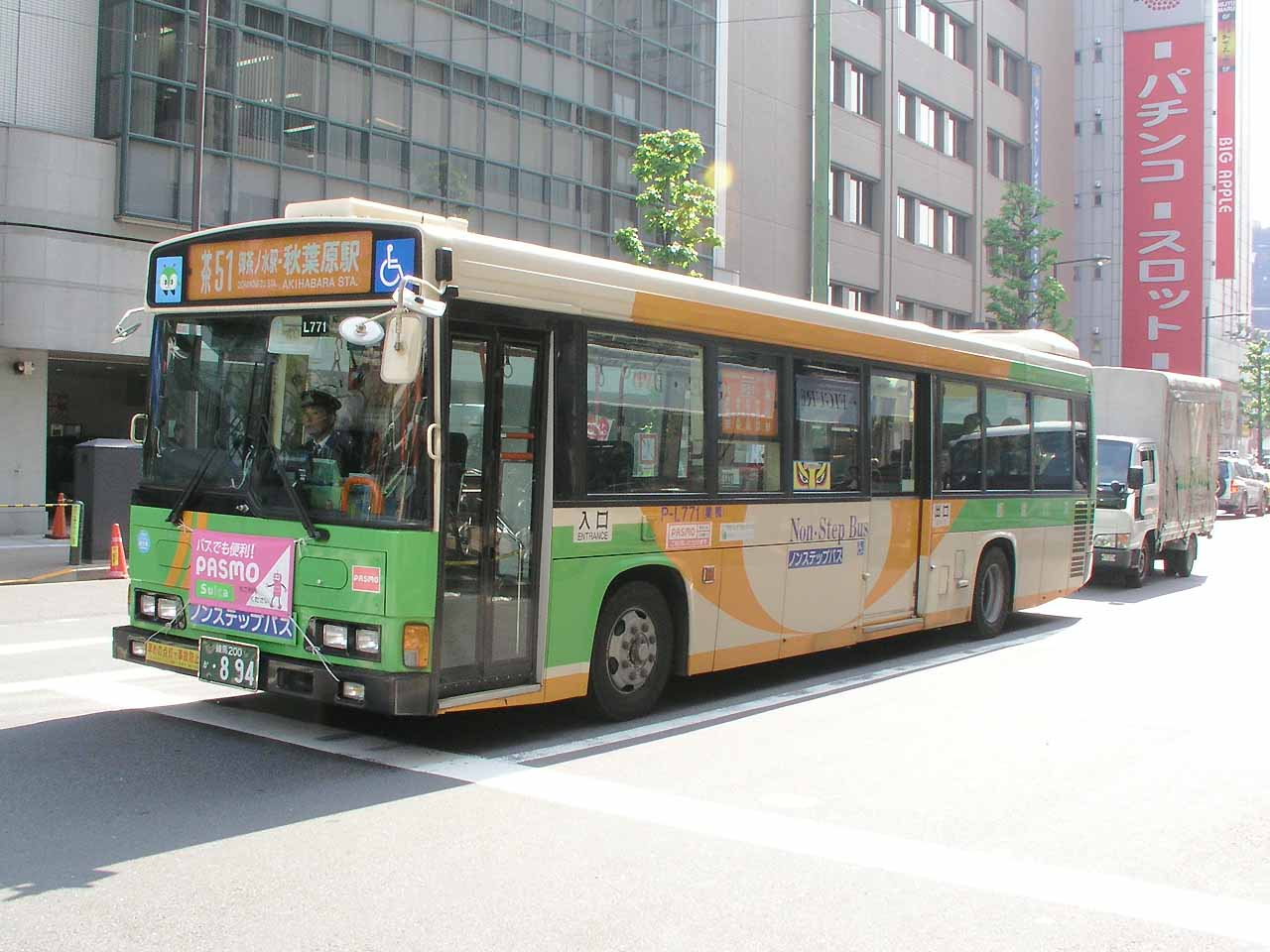
現行の茶51 (P-L771)

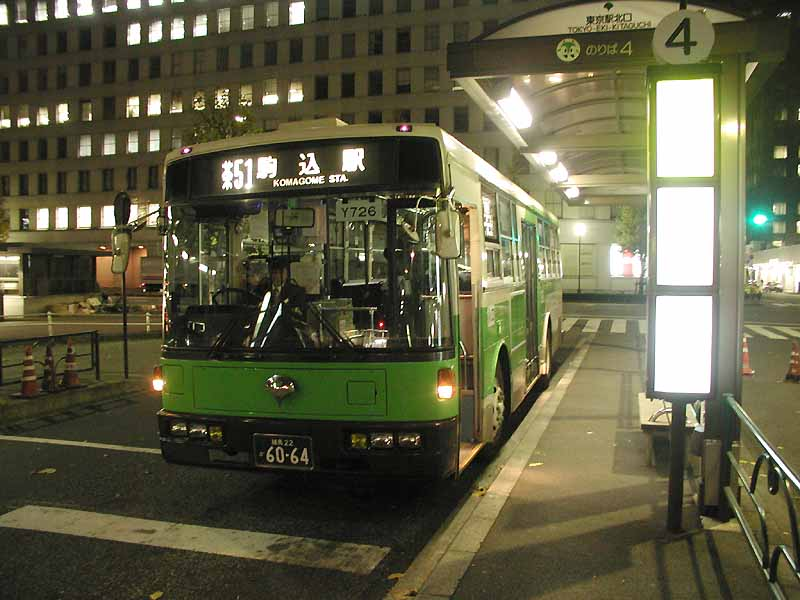
2000年までは東京駅へ乗り入れていた (P-Y726)

- 茶51：駒込駅南口 - 東大農学部 - 本郷三丁目駅 -（神田明神→）- 御茶ノ水駅
- 茶51（オレンジ色）：駒込駅南口 - 東大農学部 - 本郷三丁目駅 - 御茶ノ水駅 - 秋葉原駅

1971年（昭和46年）3月18日の都電第5次撤去で廃止された19系統（王子駅前 - 通り三丁目）の代替バスとして519系統が設定されたのが本系統の始まりである。その際に通り三丁目 - 東京駅八重洲口間が延長され、新系統番号化と共に東51系統を名乗るが、1977年12月16日をもって茶51甲系統・駒込駅 - 東京駅間と茶51乙系統・王子駅 - 御茶ノ水駅間に分割された。同時に橋62系統の廃止代替を兼ねて茶51甲系統が駒込駅 - 新橋駅に延長されるも1979年11月23日に短縮、東京駅発着に戻った。後に東22乙系統；東京駅丸の内北口 - IBM箱崎ビルの担当開始により、同系統の入出庫系統も兼ねるので、東京駅の停留所が八重洲口から丸の内北口へ変更された以外はさほど大きな影響を受けなかった。
しかし、1991年11月29日の南北線開業、1996年3月26日の四ッ谷延伸開業に伴い、同線とは王子駅 - 東大農学部前間で並行する事となったため、本郷や御茶ノ水駅近辺にある大学病院への需要を除くと利用客は減少していった。このため、2000年12月12日の大江戸線全線開業を機に王子駅 - 駒込駅南口および御茶ノ水駅 - 東京駅丸の内北口（東22乙系統の所管も江東営業所に変更となった。後に東20乙系統として臨海支所に移管）の両端の運行を廃止し、駒込駅南口 - 御茶ノ水駅間の運行となった。
2007年3月26日より、秋葉原駅中央口ロータリーへの乗り入れを開始（このときに万世橋停留所が復活している）。当初は日中のみであったが、後に夕方以降の乗り入れも開始した（朝は従来通り御茶ノ水駅発着）。湯島一丁目、神田明神前の両停留所は朝の御茶ノ水駅行きのみ経由し停車する。
なお、かつての茶51甲系統は外神田二丁目 - 東京駅八重洲口（→東京駅丸の内北口）間で歩行者天国実施区間を通るため、歩行者天国実施時間帯は小川町駅・日本銀行前経由で運行していた。一部区間は1990年まであった東71（現・高71）系統と同一だった。
2008年4月には2000年12月に廃止された区間のうち、茶51乙系統が運行されていた駒込駅 - 王子駅間に北区コミュニティバス「Kバス」（王子・駒込ルート）が開業、茶51甲系統が運行されていた須田町・万世橋 - 東京駅丸の内北口間にS-1系統が開設され、曲がりなりに廃止区間が復活している（S-1系統は2022年に廃止）。

### 上60系統
- 上60：上野公園 -（上野広小路→）- 根津駅 - 春日駅 - 白山二丁目 - 大塚駅 - 向原 - 池袋駅東口[3]（平日は朝夕のみ、土休日は日中を中心に運行）
- 上60：上野公園 -（上野広小路→）- 根津駅 - 春日駅 - 白山二丁目 - 大塚駅

- - 1953年6月15日：60系統として池袋駅 - 御茶ノ水駅 - 水天宮間が開業する。
  - 1954年9月20日：池袋駅 - 箱崎町間に延長。
  - 1971年11月：池袋駅東口 - 大塚車庫 - 御茶ノ水駅 - （駿河台 →） - 御茶ノ水駅東口間に短縮。その後1972年の系統番号整理により茶60系統となる。
  - 1977年12月16日：大塚車庫経由から、南大塚一丁目経由へ変更される。
  - 1979年11月23日：上池袋三丁目経由から、池袋サンシャインシティ・向原経由に変更される。
  - 1982年12月26日：サンシャインシティ経由から、上下とも豊島区役所[12]経由に変更される。
  - 1990年7月21日：茶60系統を御茶ノ水駅発着から上野公園発着に変更し、系統番号を「上60」とする。同時に、文京区役所（現在の春日駅）経由となる。
  - 2015年3月30日：大塚支所の閉所に伴い巣鴨営業所に移管。

60系統→茶60系統池袋駅東口 - 大塚駅 - 御茶ノ水駅方面への足としての運行期間が長かった。転機が訪れたのが、1977年に志村担当の東52系統（常盤台教会 - 東京駅北口、国際興業バスと共同運行）の廃止による、大塚車庫経由から南大塚一丁目経由へのルート変更時だった。また、1979年の学04系統廃止により、サンシャインシティ経由へのルート変更を実施。1990年には文京区役所経由上野公園発着（現行）に改正され、系統番号が上60系統へ変更されている。
かつて上池袋にあった癌研附属病院への足としての機能は、学04系統廃止による運行経路変更により、路線バスでの用足しが出来なくなった。また、大塚から南大塚・白山を経由する都道436号沿線の太田胃散や、共同印刷の本社機能・工場部門の分散化などにより、下請け企業への用務者も含めバス通勤客が次第に減少していった。それに伴い運行回数減、運行区間変更を余儀なくされた。
池袋駅東口 - 大塚駅の運行は月 - 金曜は朝夕のみ、土休日は午前中 - 夕方に偏っている。なお、池袋駅東口の乗り場の位置の関係上、上野公園方面は、池袋駅東口（10番乗り場）に停車せず、次はHareza池袋である。2015年3月に大塚支所廃止で巣鴨営業所に移管された。
2019年（令和元年）10月12日から、後述の草63・64系統や北営業所管轄の王40系統などと共に使用している「池袋保健所」バス停が「Hareza池袋」に名称変更された。

### 草63・草64系統

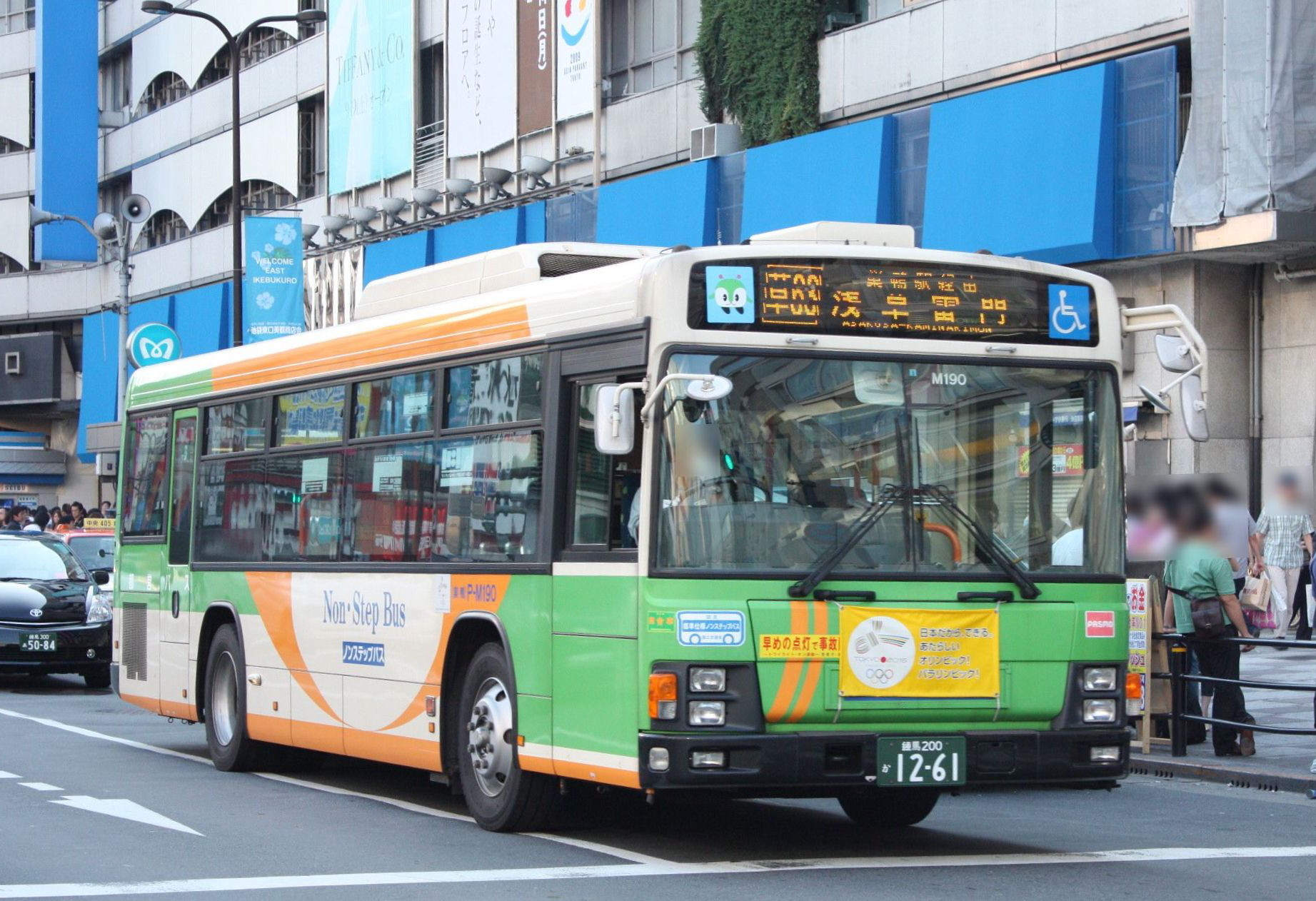
草63 (P-M190・復刻塗装施行前)

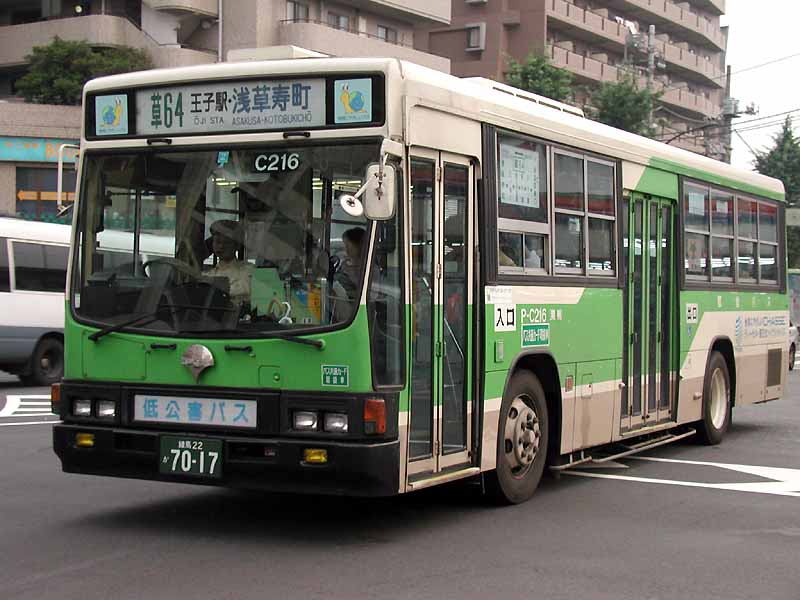
2002年7月頃の草64 (P-C217)

- 草63：池袋駅東口 - 西巣鴨 - 巣鴨駅 - 白山上 - 西日暮里駅 - 荒川区役所 - 三ノ輪駅 -（← 浅草雷門 ← 雷門一丁目）→ 浅草寿町

- 草63：巣鴨駅 - 白山上 - 西日暮里駅 - 荒川区役所前 - 三ノ輪駅 -（← 浅草雷門 ← 雷門一丁目）→ 浅草寿町

- 草63：とげぬき地蔵前 - 西巣鴨 - 池袋駅東口

- 草63-2：とげぬき地蔵前 - 西巣鴨 - 池袋駅東口 - 東池袋一丁目（豊島区役所）

- 草64：浅草雷門南 -（←浅草雷門←）- 東武浅草駅 - 大関横丁 -  荒川区役所 - 新三河島駅 - 尾久駅 - 王子駅 - 西巣鴨 - 池袋駅東口

- 草64：浅草雷門南 -（←浅草雷門←）- 東武浅草駅 - 大関横丁 -  荒川区役所 - 新三河島駅 - 尾久駅 - 王子駅 - 西巣鴨 - とげぬき地蔵前

- 草64：とげぬき地蔵前 - 西巣鴨 - 王子駅

池袋駅東口と浅草を結ぶ路線で、どちらも戦後直後に設定された路線である。鉄道では不便な地域も多く、利用状況は比較的安定しているためか、大きな再編は近年まで行われなかった。
草64系統の前身は9系統で、1957年にトロリーバス104系統（戸山無軌条電車営業所所管）に取って代わられ一旦廃止されたものの、その後1968年にトロリーバスが廃止されたため、ほぼ同経路で604系統として渋谷営業所戸山支所（現・早稲田営業所）の管轄で復活することとなる。その後1971年3月に滝野川営業所へ移管され、滝野川営業所および同昭和町分車庫の統合・移転で1980年4月に北営業所へと引き継がれたものの、志村営業所廃止の1982年3月には巣鴨営業所の担当に落ち着く。一部の便は西巣鴨で乗務員が交代する。
草63系統は43系統として運行していた路線を、1972年の系統番号整理で、草63系統となった路線である。当初は大塚営業所の管轄であった。西巣鴨から巣鴨駅前・西日暮里駅前を経由、荒川区役所前付近で草64系統と合流し、大関横丁で再び別経路を辿って浅草寿町を終点とする（復路は雷門一丁目始発）。池袋駅東口 - とげぬき地蔵前は特に需要が多く、巣鴨営業所の最寄であることから出入庫便も存在するため、当区間の折返し便が早朝を除く全日に多数運行されている。浅草側からも巣鴨駅発着の出入庫便が一部で運行される。池袋駅東口における乗り場の位置の都合上、池袋駅東口10番乗り場は経由せず、次はHareza池袋である。
草64系統も同じく池袋駅東口と浅草を結ぶ路線だが、草63系統が巣鴨駅 - 荒川四丁目で比較的狭い道を走行するのに対して、明治通り（尾久駅・新三河島駅）経由で走る。また、一部出入庫運用として浅草雷門南 - とげぬき地蔵前系統便が設定されている。2006年4月より南千住営業所と共管になったため、出入庫便のうち数本は南千住営業所担当便が運行していた。滝野川営業所時代には、乗継車として、字幕としては浅草寿町を表示していたが、乗継車の看板をぶら下げて、営業所の車庫構内に入って行き、中ドアと中ドアを合わせて停車し、乗客を乗り換えさせて、乗務員と車両を交換するダイヤが存在していた。また、滝野川車庫前行とは別に、昭和町車庫前行も設定されていた。
2003年に両系統とも経路変更が実施された。草63系統は2回行われ、前者は浅草寺などの浅草中心部へのアクセス改善、後者は草64系統と乗り場が異なるなどの問題を解消するためと思われる。草64系統も浅草周辺で経路変更を行い、浅草界隈のルートが大きく変更されたが、2010年4月1日から草63系統の経路が元に戻り、草64系統は南千住営業所との共管を解消した。
2015年3月30日から、豊島区役所新庁舎最寄りバス停となる東池袋一丁目発着の草63-2系統が設定され、池袋駅東口発とげぬき地蔵前行のLED表示に地蔵が表示されるようになった。
雷門一丁目の乗車用停留所は、かつて滝野川営業所と担当が分かれていた当時は浅草寿町の池袋駅東口行きの停留所であり、名前の変更のみで場所の変更はない。しかし、草64系統の乗り場が移動したため、同じ場所での乗り継ぎは出来なくなっている。

## 廃止・移管路線

### 東15乙系統
- 東15乙：東京駅八重洲口 - 新川 - 住友ツインビル

本来は深川営業所の路線だが、一時期巣鴨営業所も担当していた時期がある。のちに深川営業所の単独所管となり、その後は路線延長により東16系統として現在に至る。

### 東22乙系統
- 東22乙 : 東京駅丸の内北口 - 日本橋 -（←水天宮 / 茅場町→）- IBM箱崎ビル
- 東22丙 : 東京駅丸の内北口 - 日本橋 - 茅場町 - 水天宮 -（→湊橋）- IBM箱崎ビル

1989年（平成元年）4月10日に開通、同年12月15日には土休日のみ運行の東22丙系統が設定された。当初は千住営業所・江東営業所との3営業所共管だったが、1993年（平成5年）3月27日に江東営業所が撤退のうえ東22丙系統も廃止、1996年（平成8年）3月30日には千住営業所も撤退し巣鴨営業所の単独となっていた。その後、2000年（平成12年）12月12日に江東営業所へ再移管の後、はとバス委託路線化により2008年（平成20年）4月1日付で臨海支所に移管のうえ東20乙系統となる。その後、2012年（平成24年）3月31日をもって廃止となった。

### 上26系統
- 上26：上野公園 - 根津駅 - 浅草三丁目（現・奥浅草）  -  言問橋 - 業平橋駅（現・とうきょうスカイツリー駅） - 押上 - 亀戸駅

1990年（平成2年）7月21日にそれまでの今井 - 上野公園間の路線を亀戸駅で分割した路線で、当時の大塚営業所（後の大塚支所）と巣鴨営業所の共管となった。その後1999年（平成11年）3月31日に巣鴨営業所の担当便が江東営業所へ移管され、さらに2007年（平成19年）3月26日には大塚営業所の担当便も南千住営業所に移管される。はとバス委託路線化により2009年（平成21年）4月1日付で全便が青戸支所に移管された。上野公園 - 巣鴨営業所間の出入庫は団子坂下・動坂下経由、上58系統のルートで回送されていた。

### 東43系統
- 東43：江北駅 - 荒川土手操車所 - 荒川土手 - 小台 - 田端駅 - 駒込病院 - 向丘二丁目 - 本郷三丁目駅 - 御茶ノ水駅 - 神田橋 - 東京駅丸の内北口
- 東43：江北駅 - 荒川土手操車所 - 小台 - 田端駅 - 駒込病院
- 東43：荒川土手操車所（構内） → 荒川土手 - 小台 - 田端駅 - 駒込病院 - 向丘二丁目 - 本郷三丁目駅 - 御茶ノ水駅 - 神田橋 - 東京駅丸の内北口
- 東43：荒川土手操車所 → 荒川土手（江北橋下） - 小台 - 田端駅 - 駒込病院
- 東43：荒川土手操車所 → 荒川土手（江北橋下） - 小台 - 田端駅
- 東43：向丘二丁目 → 本郷三丁目駅 → 御茶ノ水駅 → 神田橋 → 東京駅丸の内北口（始発のみ）
- 東43：豊島五丁目団地 → 小台 → 田端駅 → 駒込病院（平日・土曜朝のみ）

本来は北営業所管轄の路線だが、2012年（平成24年）4月1日から一時期共管としていた時期がある。しかし、2014年（平成26年）3月31日をもって短期間で北営業所単独に戻っている。

### 王46系統
- 王46：王子駅 - 豊島五丁目団地 - 江北陸橋下 - 江北六丁目団地 - 加賀団地（循環）
- 王46：王子駅 → 豊島五丁目団地 → 江北陸橋下 → 江北六丁目団地 → 加賀

足立区のバス路線再編計画に基づいて開設された路線である。王子駅前 - 宮城二丁目間は王40甲・丙の両系統と同経路を辿り、埼玉県川口市との境界付近にある加賀団地とを結ぶ。運行回数は最大で毎時 0 - 2 回程度、加賀団地方面の最終便は循環運行せず加賀止まりとなる。
当初は北営業所の管轄で荒川土手を経由していたが、日暮里・舎人ライナー開業の際、巣鴨営業所に移管のうえ一部区間で環七通りと尾久橋通りを通るようになり、荒川土手を経由しなくなった。
2012年（平成24年）3月31日をもって廃止、代替で日暮里駅発着の里48系統に加賀団地循環（里48-2系統）が設定された。

### （初代）里48乙系統・深夜04系統
里48系統の項を参照。

### 里48系統
- 里48-3：江北駅 → 江北陸橋下 → 東京女子医大足立医療センター前 → 扇三丁目 → 江北駅（循環）

東京女子医科大学附属足立医療センター開院に伴い、里48系統の枝番として2022年1月4日にダイヤ改正・系統新設（里48-3）・経路変更（里48-2）を実施した。日中帯は全曜日で里48-2、里48-3のみの運行となり、里48は朝と夕のみの運行となった。これに合わせて北営業所が撤退した。
2024年3月29日の運行をもって里48-3が廃止。設定から2年ほどでの撤退となった。

### 浜59→水59系統
- （都電35→535→）浜59：巣鴨駅 - 東洋大学 - 白山下 - 文京区役所（現・春日駅） - 水道橋駅 - 神保町 - 一ツ橋 - 神田橋 - 大手町 - 日比谷 - 浜松町駅
- 水59：巣鴨駅 - 東洋大学 - 白山下 - 文京区役所 - 水道橋駅 - 神保町 - 一ツ橋

1968年（昭和43年）2月25日の都電第2次撤去で廃止された35系統（巣鴨車庫前 - 西新橋一丁目）の代替路線として開設されたが、1974年に一ツ橋までに短縮され、水59系統となった。巣鴨営業所が所管した最初の路線でもあり、都電から引き継いだ当初は都営バスでも随一の乗客数を誇る路線だった。しかし、都営地下鉄6号線（現在の都営地下鉄三田線）の延伸開業により、同線と全線に渡り並行するルートを通っていた本系統は乗客も本数も激減した。このため何度か廃止候補に上がっていたものの、文京区の反対で長らく存続していたが、2000年（平成12年）12月12日に廃止。文京区役所 - 一ツ橋間は平日・土曜朝のみ運行される都02乙系統の一ツ橋発着便だけが残った。

その後、春日・西片地区などの一部区間に文京区のコミュニティバス「Bーぐる」の千駄木・駒込ルートが運行されている。

### 江戸川競艇バス
- 艇10系統：平井駅 - ボートレース江戸川

江戸川競艇場の無料シャトルバス。2012年（平成24年）4月1日からの1年間は巣鴨営業所も担当していた。現在は江東営業所と江戸川営業所が運行している。

### 注
1. ↑  豊島区、文京区、台東区、墨田区の4区を通る路線であるため、PRがしやすいことも選定理由のひとつであった。なお、この路線は都01系統と異なり、運行の全てを東京都独自の予算でまかなっていた。
2. ↑  法恩寺橋をわたってすぐの交差点で補助114号線に入り、江東橋交差点で京葉道路に向かい錦糸町へ到達する経路を取った結果、錦糸町駅 - 石原四丁目はループ状の経路となった。錦糸町駅では、四ツ目通りの総武線ガード下や南口（現在のタクシー乗り場近辺）において発着を行った。
3. ↑  かつての茶51甲系統を従来の東京駅八重洲口発着から同駅丸の内北口発着に変更したのは、当時JRバスをはじめとする高速バスが相次いで開通し、八重洲口ターミナルに発着する高速バスのキャパシティ確保などのため、丸の内口へ起終点の移動が可能な路線バスのバス停を移動したことが理由の1つ挙げられる他、東22乙系統（東京駅丸の内北口 - IBM箱崎ビル）や東15乙（現・東16）系統（東京駅八重洲口 - 住友ツインビル）の運行のための送り込みも兼ねていたからである。
4. ↑  2009年11月現在、癌研病院は江東区有明へ移転した。最寄り駅は国際展示場駅・有明駅。
5. ↑  とげぬき地蔵前発池袋駅東口の表示も変更され、系統表示が出なくなった。

## 関連資料
脚注ほかに提示のない資料。発行年順。
東京都交通局発行
- 1972年12月1日版。
  - 都営バス系統案内図
  - 都バス担当（系統）営業所一覧表
- 方面別新旧系統一覧表
- 都営交通路線案内図（1978年版）
- 「都バス路線案内みんくるガイド」第2版（2001年8月版）、東京都交通局。
- 『みんくるガイド 都バス路線案内』2010年4月版、地図、東京都交通局自動車部営業課（2010年）

その他
- 「一、都電及都バス系統図」『東京都便覧』東京：ジャパン・クレヂット・ビューロー、1946年、コマ番号0038.jp2。全国書誌番号:53015925、doi:10.11501/2985446、国立国会図書館/図書館・個人送信限定。
- 『東京都市計画図 : 併・衛星都市図集』第2、国際地学協会編集部 編、国際地学協会（1963年）doi:10.11501/2930268、国立国会図書館/図書館・個人送信限定。（折込部分未撮影）。
  - 「豊島区」 25図 (コマ番号0097.jp2)
  - 「東京都23区公共機関一覧」Page3 (コマ番号0297.jp2)
- 『東京の都市計画百年』東京都都市計画局地域計画部都市計画課・総務部相談情報課 編、東京都都市計画局、1989年。全国書誌番号:89060146。
  - 「年表」Pages108～115。